# Heinersdorf, Berlin
För andra betydelser, se Heinersdorf.

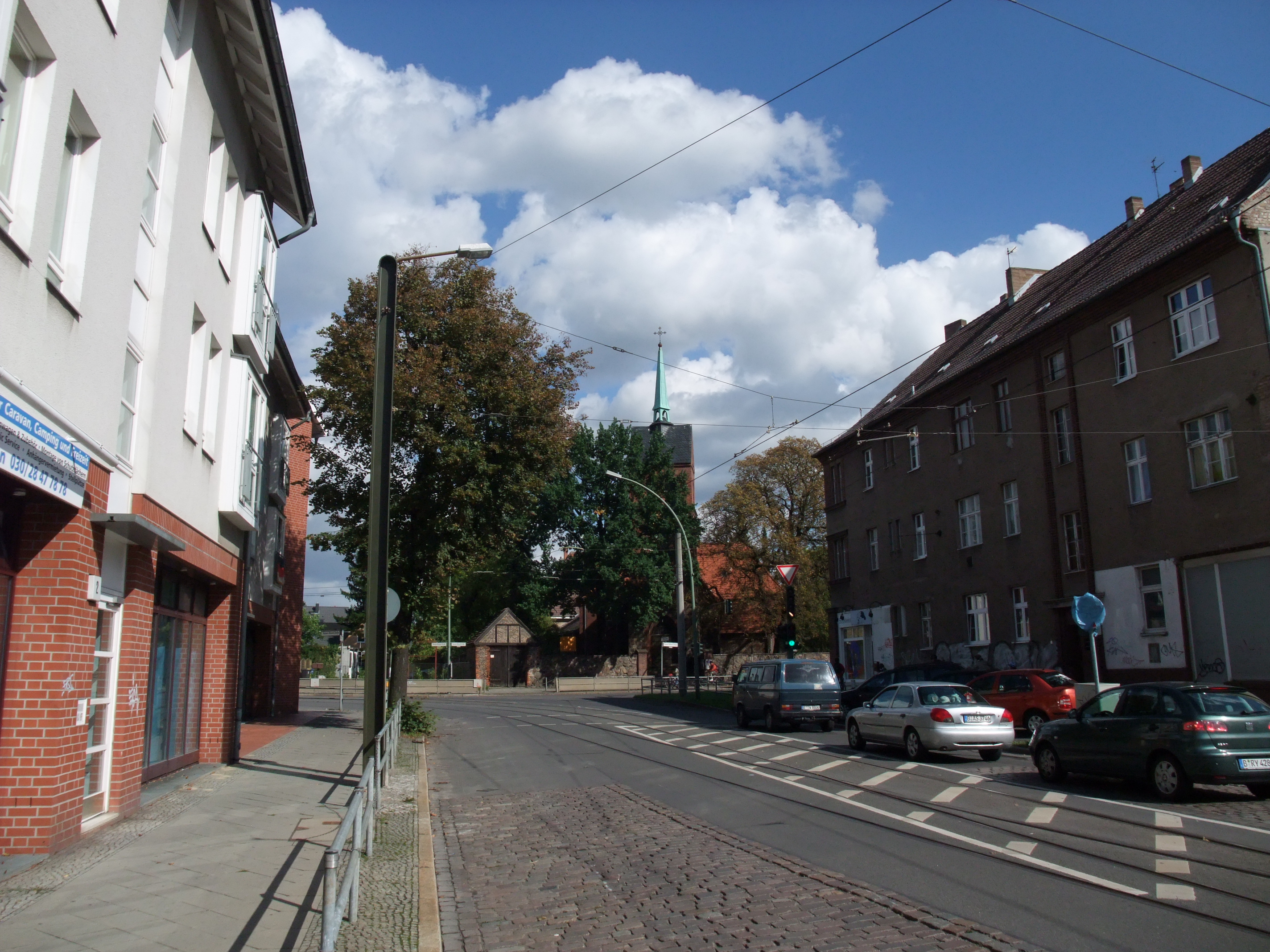
Utsikt mot Heinersdorfs bykyrka från sydväst.

Heinersdorf är en stadsdel (Ortsteil) i norra Berlin, belägen i stadsdelsområdet Pankow. Stadsdelen hade 6 545 invånare år 2014.